# 二瀬川政一
二瀬川 政一（ふたせがわ まさいち、1916年4月15日 - 1959年8月22日）は、奈良県北葛城郡新庄町（現葛城市）出身で朝日山部屋に所属した大相撲力士。本名は井口 政一（旧姓安川）。最高位は東関脇。身長171cm、体重128kg。得意手は突っ張り、押し、右四つ、寄り。

## 来歴
1931年5月場所初土俵、その後ゆっくりではあったが着実に昇進し、1940年5月場所新入幕を果たした。二の腕から先の柔軟性を生かした突き押し、右四つからの腰の重い寄りを得意とした。ところがこの場所、横綱双葉山をはじめ上位陣に休場者が多く、相手方の横綱男女ノ川の対戦相手を番付の上から数えていくと、二瀬川にあたってしまったので、13日目、前日まで5勝7敗であったのに対戦が組まれ、敗れて負け越してしまった。しかし、5勝10敗の成績では十両に落ちる危険があったのだが、横綱との対戦があったため、翌1941年1月場所には、張出前頭という形で幕内にとどまることができた。これが幸いしたか、そのあと6場所連続して勝ち越し、大関時代の前田山に連勝したりもし、一気に関脇まで駆け上がった。1941年5月場所は大関・五ツ嶋、安藝ノ海を破っている。突き押し相撲のわりには安定した取り口であったので、大関の声もかかったが、新関脇の1944年1月場所から二枚鑑札で朝日山部屋を継いだことの苦労や、その場所の負傷、途中休場のために大関の夢も砕け、その後は勝ち越しも1場所しかなく、1947年6月場所限りで現役を引退、部屋経営に専念した。弟弟子の高津山が関脇に昇進、二瀬山も幕内上位で活躍し、部屋の将来も開けるかというところで急逝、その後の朝日山部屋は中堅部屋で終始することになってしまった。

## 主な成績
- 幕内成績：164勝155敗6休 勝率.514
- 幕内成績：82勝92敗6休 勝率.471
- 現役在位：32場所
- 幕内在位：14場所（関脇1場所、小結2場所）
- 各段優勝：十両優勝1回 (1940年1月場所)

| 1931年 （昭和6年） | x                     | x          | （前相撲）              | （前相撲）        |
| 1932年 （昭和7年） | （前相撲）            | （前相撲） | （前相撲）              | 序ノ口 4–2        |
| 1933年 （昭和8年） | 序ノ口 3–3            | x          | 西序二段32枚目 3–3      | x                 |
| 1934年 （昭和9年） | 西序二段26枚目 3–3    | x          | 西序二段10枚目 4–2      | x                 |
| 1935年 （昭和10年） | 西三段目20枚目 4–2    | x          | 東三段目5枚目 3–3       | x                 |
| 1936年 （昭和11年） | 東幕下22枚目 6–5      | x          | 西幕下14枚目 5–6        | x                 |
| 1937年 （昭和12年） | 東幕下18枚目 7–4      | x          | 東幕下4枚目 9–4         | x                 |
| 1938年 （昭和13年） | 西十両9枚目 3–10      | x          | 西幕下13枚目 4–3        | x                 |
| 1939年 （昭和14年） | 西幕下8枚目 5–2       | x          | 東十両12枚目 8–7        | x                 |
| 1940年 （昭和15年） | 西十両2枚目 優勝 11–4 | x          | 東前頭15枚目 5–10       | x                 |
| 1941年 （昭和16年） | 西張出前頭 9–6        | x          | 西前頭7枚目 12–3        | x                 |
| 1942年 （昭和17年） | 東前頭2枚目 10–5      | x          | 東前頭筆頭 8–7          | x                 |
| 1943年 （昭和18年） | 西小結 8–7            | x          | 西小結 9–6              | x                 |
| 1944年 （昭和19年） | 東関脇 4–6–5          | x          | 西前頭4枚目 1–9         | 東前頭11枚目 6–4  |
| 1945年 （昭和20年） | x                     | x          | 西前頭2枚目 3–4         | 西前頭7枚目 3–7   |
| 1946年 （昭和21年） | x                     | x          | 国技館修理 のため中止   | 西前頭12枚目 2–11 |
| 1947年 （昭和22年） | x                     | x          | 東前頭19枚目 引退 2–7–1 | x                 |
| 各欄の数字は、「勝ち-負け-休場」を示す。 優勝 引退 休場 十両 幕下 三賞：敢=敢闘賞、殊=殊勲賞、技=技能賞 その他：★=金星 番付階級：幕内 - 十両 - 幕下 - 三段目 - 序二段 - 序ノ口 幕内序列：横綱 - 大関 - 関脇 - 小結 - 前頭（「#数字」は各位内の序列） |                       |            |                         |                   |

### 幕内対戦成績
| 力士名   | 勝数 | 負数 | 力士名         | 勝数 | 負数 | 力士名       | 勝数 | 負数 | 力士名   | 勝数 | 負数 |
| -------- | ---- | ---- | -------------- | ---- | ---- | ------------ | ---- | ---- | -------- | ---- | ---- |
| 青葉山   | 1    | 0    | 安藝ノ海       | 1    | 3    | 葦葉山       | 0    | 1    | 東冨士   | 0    | 3    |
| 綾昇     | 1    | 1    | 綾若           | 1    | 0    | 有明         | 0    | 1    | 五ツ海   | 0    | 1    |
| 五ツ嶋   | 1    | 0    | 因州山         | 0    | 2    | 大起(穂波山) | 0    | 2    | 大ノ森   | 0    | 1    |
| 笠置山   | 3    | 2    | 鹿嶋洋         | 4    | 5    | 柏戸         | 2    | 0    | 神風     | 1    | 2    |
| 九州山   | 3    | 0    | 清美川         | 3    | 2    | 小松山       | 1(1) | 1    | 駒ノ里   | 0    | 1    |
| 佐賀ノ花 | 0    | 1    | 相模川         | 4    | 3    | 櫻錦         | 4    | 2    | 四海波   | 3    | 0    |
| 鯱ノ里   | 1    | 2    | 信州山         | 0    | 2    | 神東山       | 6(1) | 0    | 駿河海   | 0    | 1    |
| 大邱山   | 0    | 2    | 武ノ里         | 1    | 0    | 玉ノ海       | 0    | 1    | 千代ノ山 | 0    | 1    |
| 鶴ヶ嶺   | 3    | 0    | 照國           | 0    | 2    | 輝昇         | 1    | 0    | 出羽湊   | 2    | 1    |
| 栃錦     | 0    | 1    | 十三錦         | 2    | 1    | 豊嶋         | 3    | 2    | 名寄岩   | 0    | 2    |
| 羽黒山   | 0    | 2    | 羽嶋山         | 0    | 1    | 肥州山       | 3    | 2    | 備州山   | 1    | 0    |
| 広瀬川   | 0    | 1    | 藤ノ里         | 1    | 1    | 双葉山       | 0    | 2    | 双見山   | 2    | 1    |
| 前田山   | 2    | 3    | 前ノ山(醍醐山) | 0    | 1    | 増位山       | 3    | 2    | 松ノ里   | 3    | 2    |
| 松浦潟   | 2    | 1    | 三根山         | 0    | 1    | 男女ノ川     | 0    | 2    | 陸奥ノ里 | 2    | 3    |
| 八方山   | 1    | 3    | 倭岩           | 3    | 0    | 大和錦       | 0    | 1    | 両國     | 1    | 1    |
| 若潮     | 1    | 1    | 若瀬川         | 0    | 2    | 若湊         | 1    | 1(1) |          |      |      |